# Cayetano Ordóñez
Cayetano Ordoñez y Aguilera (Ronda, 4 de janeiro de 1904 — Madrid, 30 de outubro de 1961) foi um matador de touros espanhol.
Conhecido como El Niño de la Palma — La Palma era o nome da sapataria do seu pai, na cidade de Ronda — Cayetano mudou-se com a família para La Linea de la Concepción, aos 13 anos. Aí começou a acorrer às tentas nas ganadarias da província de Cádiz, fascinando-se com o toureio. A escassez de oportunidades levaria o jovem a entrar numa arena, como espontâneo, em Ceuta.
Conseguirá finalmente uma oportunidade para se apresentar, na tarde de 5 de outubro de 1918, em La Linea. Apesar de aquela se tratar de uma atuação de toureiros cómicos, causou boa impressão suficiente para iniciar o seu trajeto como novilheiro. Aos 20 anos, na tarde de 5 de outubro de 1924, debutava na Real Maestranza de Sevilha e, no ano seguinte, em 28 de maio de 1925, apresentava-se na Monumental de Las Ventas, Madrid.
A 11 de junho de 1925, voltaria a pisar a arena da Real Maestranza de Sevilha, para receber a alternativa de matador de touros, que lhe concedeu o incontornável Juan Belmonte, com o testemunho de José García Carranza (Pepe Algabeño), sendo os touros de Félix Suárez.
No mês seguinte, em 16 de julho de 1925, o Niño de la Palma, voltou à arena de Las Ventas para a confirmação da alternativa, integrando-se numa corrida celebrada em benefício da Associação da Imprensa, em que também atuaram o mexicano Luis Freg Castro, Nicanor Villalta y Serrés e Manuel Báez (Litri), com reses de Vicente Martínez e Esteban Hernández. Cayetano cortou uma orelha nessa tarde
Toureiro de mando e elegância, ainda que irregular, logrou encabeçar as estatísticas (escalafón) das praças espanholas nos anos de 1926, com 78 corridas, e de 1927, com 65 corridas.
Em 1954, para celebrar o bicentenário do nascimento de Pedro Romero, Cayetano Ordóñez criou a primeira corrida goyesca de Ronda, em que participou alternando com Antonio Bienvenida e César Girón.
Casado desde 1920 com a cantora e atriz María Consuelo Araujo de los Reyes (1904-1978), foi pai de seis filhos (cinco rapazes e uma rapariga). Dos cinco rapazes, três foram matadores de touros e dois foram bandarilheiros; Cayetano (que herdou o apodo de El Niño de la Palma), Antonio e José Ordóñez, matadores; Juan e Alfonso Ordóñez Araujo, bandarilheiros.